# Robotech (serie animada de 1985)
Robotech es una serie animada de 1985 creada por Carl Macek, fusionando y adaptando tres series de animación japonesa. Fue editada y distribuida por la empresa estadounidense Harmony Gold y producida en asociación con Tatsunoko Production.
Los títulos originales de dichas series japonesas son The Super Dimension Fortress Macross, Super Dimensional Cavalry Southern Cross y Genesis Climber Mospeada.

## Antecedentes y trasfondo de la producción
Cuando la productora Harmony Gold quiso transmitir la serie The Super Dimension Fortress Macross en la televisión estadounidense, encontraría una serie de dificultades. Para una serie de cinco emisiones semanales, 36 episodios no eran suficientes, ya que para dicho formato se exigía un mínimo de 65 episodios.
La solución propuesta por Carl Macek fue crear un collage de series de la distribuidora Tatsunoko Production (que sirvió de coproductor asociado), uniendo otros dos animes también de ciencia ficción, de corte militar y bélico, sin relación alguna al universo de Macross.
Así se decidió fusionar los animes The Super Dimension Fortress Macross (1982) de 36 episodios, Super Dimensional Cavalry Southern Cross (1984) de 23 episodios y Genesis Climber Mospeada (1983) de 25 episodios. Para redondear la requerida divisibilidad por cinco, se decidió crear Dana's Story, el episodio 37, a modo de puente entre la primera y la segunda saga, dando un total de 85 episodios.
El proceso de unificación de los tres animes en la búsqueda de darle un sentido de historia continua, ya que algunos hechos si bien no seguirían los acontecimientos finales de la primera serie sí tendrían repercusión con las historias que se plantearían posteriormente, fue rebautizar a los personajes con nombres occidentales, lo que serviría para hacer pasar a algunos personajes por hijos de otros en las diferentes sagas (caso Max y Dana Sterling), agregar un narrador que explicara y clarificara la historia, cambiar y unificar la banda sonora a lo largo de las tres sagas, la eliminación de algunas escenas de excesiva violencia y desnudos, etc.

## Argumento
La serie se divide en tres generaciones:

### La saga Macross
Basada y modificada a partir de la serie The Super Dimension Fortress Macross, abarca desde el capítulo 1 al 36.
La primera generación tiene como protagonista a Rick Hunter, un piloto civil al que las circunstancias llevan a ingresar a las fuerzas militares como piloto de combate. Juntamente con la línea argumental bélica se desarrolla un triángulo amoroso entre Rick Hunter, Lisa Hayes (Primer Oficial de la nave SDF-1) y Lynn Minmei, una joven que se convertirá en estrella del espectáculo.
En 1999 una nave de origen extraterrestre se estrella en una isla del Pacífico Sur llamada Macross. Las naciones de la Tierra, en aquel momento inmersas en una violenta Guerra Civil Global, acuerdan formar un Gobierno de la Tierra Unida para organizar la defensa mundial frente a un posible ataque extraterrestre. Este gobierno decide restaurar la nave extraterrestre, conocida ahora como SDF-1 (Super Dimensional Fortress-1), y ponerla en servicio como nave insignia de la flota terrestre.
Diez años después, la SDF-1 está lista para despegar cuando una flota perteneciente a una raza extraterrestre de gigantes llamada Zentraedi, llega a la Tierra para apoderarse de la nave. Se desata un combate entre las fuerzas de la Tierra y los Zentraedi, que culmina con el despegue del SDF-1 y la transposición (un método de viaje más rápido que la luz) de la nave y la isla Macross con sus 70.000 habitantes más allá de la órbita de Plutón. La serie cubre, en episodios sucesivos, el viaje del SDF-1 de regreso a la Tierra, trayendo a bordo a los civiles de la isla Macross, quienes han reconstruido su ciudad en el interior de la nave, mientras son atacados por los Zentraedi, quienes buscan recuperar la Matriz de la Protocultura, la fuente de energía que constituye la base de su sociedad. Esta lucha se prolonga cerca de cinco años.

### Los Maestros de la Robotecnia
Basada y modificada a partir de la serie Super Dimensional Cavalry Southern Cross, abarca desde el capítulo 37 al 60.
La segunda generación de la historia comienza 15 años después del final de la primera generación. Sus protagonistas principales son los soldados de una unidad de Hover Tank, el Decimoquinto Escuadrón, liderados por la teniente Dana Sterling, hija de dos personajes de la generación anterior, que es mitad humana y mitad Zentraedi.
Los Maestros de la Robotecnia, líderes y creadores de los Zentraedi, llegan a la Tierra para terminar la tarea que sus soldados gigantes no cumplieron: recuperar la Matriz de la Protocultura. La Matriz se hallaba oculta a bordo del SDF-1 cuando llegó a la Tierra. Sin el menor intento por entrar en contacto con los humanos, comienza la guerra entre los Maestros de la Robotecnia y el Ejército de la Cruz del Sur, la fuerza militar encargada de la defensa de la Tierra. Lo que comienza como una serie de ataques a pequeña escala contra instalaciones militares y ciudades menores, desemboca en una guerra total entre ambas civilizaciones, con brutales ofensivas y contraofensivas en tierra y en el espacio orbital, donde las flotas de los Maestros de la Robotecnia y de la Tierra libran costosas batallas. El Decimoquinto Escuadrón tiene una participación ejemplar en la guerra, realizando peligrosas misiones y causando graves daños a los Maestros de la Robotecnia.
También se relatan los conflictos en el liderazgo de las dos razas en lucha: entre los humanos hay conflictos entre una facción que propone negociar con los Maestros de la Robotecnia y otra que busca llevar el conflicto hasta el final; mientras que los Maestros de la Robotechnia se ven forzados a medidas cada vez más desesperadas para recuperar la matriz antes de que sus rivales, los Invid, lleguen a la Tierra, y antes de que sus propias reservas se agoten. Esta lucha se prolonga por más de un año.

### La nueva generación
Basada y modificada a partir de la serie Genesis Climber Mospeada, abarca desde el capítulo 61 al 85.
Al poco tiempo de finalizar la guerra contra los Maestros de la Robotecnia, los Invids, una raza insectoide, lanzan su ataque contra la Tierra. Agotado y sin recursos, el Ejército de la Cruz del Sur es totalmente derrotado y la Tierra es conquistada en cuestión de días. Los Invids establecen sus colmenas y granjas de Protocultura por todo el planeta, usando a los humanos como mano de obra esclava. Además de esto, la Regis Invid, líder de su raza, comienza una serie de experimentos para determinar la forma final a la que su raza debe evolucionar. Pero pronto surgen grupos de resistencia contra los Invids, e inician una campaña de sabotaje y de guerra de guerrillas contra ellos. Además, la Fuerza Expedicionaria, al mando del almirante Rick Hunter, conquista Marte y se instala ahí para preparar la reconquista. Desde Marte lanza una serie de ataques para recuperar el control del planeta. Estos ataques fracasan miserablemente, con muy pocos supervivientes. Uno de estos supervivientes es el teniente comandante Scott Bernard, que se estrella en alguna parte en el norte de Chile. Scott Bernard decide continuar con su misión, y forma un grupo de resistencia mientras viaja hacia el Punto Reflex, la base principal Invid en la Tierra, localizada cerca de los Grandes Lagos de América del Norte.
La historia se centra en los combates del grupo de resistencia de Bernard contra los Invids a lo largo de su viaje y cómo dejan de ser simplemente un grupo de soldados para ser casi una familia. Un tema recurrente es la obsesión de Scott Bernard por destruir a los Invids luego de la muerte de su prometida, además de su comportamiento estricto e inflexible. Varios capítulos de la saga muestran momentos del pasado de los soldados de la resistencia: la deserción de Lunk, el pasado pandillero de Rook o el comienzo del alter ego de Lancer. La serie muestra además el efecto que las continuas guerras tuvieron sobre la población de la Tierra, manifestados de distintas maneras: ciudades colaboracionistas, gente dispuesta a beneficiarse de la guerra, traidores, desertores y personas cansadas de la guerra, desinteresadas por quién domine la Tierra.

## Personajes
| Personaje                                        | Actor de voz original     | Actor de doblaje                            | Actor de doblaje     |
| Personaje                                        | Actor de voz original     | Original                                    | Redoblaje            |
| La saga de Macross                               | La saga de Macross        | La saga de Macross                          | La saga de Macross   |
| ------------------------------------------------ | ------------------------- | ------------------------------------------- | -------------------- |
| Rick Hunter                                      | Tony Oliver               | Jesús Barrero                               | Edson Matus          |
| Lisa Hayes                                       | Melanie MacQueen          | Patricia Acevedo                            | Nallely Solís        |
| Lisa Hayes                                       | Melanie MacQueen          | Rocío Garcel (ep. 31)                       | Nallely Solís        |
| Roy Fokker                                       | Dan Woren                 | Moisés Palacios                             | Carlos Galindo       |
| Lynn Minmay                                      | Rebecca Forstadt          | Sylvia Garcel (voz base)                    | Ana Lobo             |
| Lynn Minmay                                      | Rebecca Forstadt          | Rocío Garcel (eps. 8, 9, 13)                | Ana Lobo             |
| Lynn Minmay                                      | Rebecca Forstadt          | Mónica Manjarrez (eps. 19, 31, 34, 35 y 36) | Ana Lobo             |
| Claudia Grant                                    | Iona Morris               | Carla Padrón                                | Erika Rendón         |
| Sammie Porter                                    | Robin Levenson            | Patricia Acevedo                            | Claudia Jiménez      |
| Kim Young                                        | Deanna Morris             | Sylvia Garcel                               | Adriana Romero       |
| Vanessa Leeds                                    | Wendee Lee                | Rocío Garcel                                | Xóchitl Ugarte       |
| Vanessa Leeds                                    | Wendee Lee                | Rocío Prado                                 | Xóchitl Ugarte       |
| Bron                                             | Sam Fontana               | Álvaro Tarcicio                             | Víctor Panizo        |
| Bron                                             | Sam Fontana               | Álvaro Tarcicio                             | Allan Strempler      |
| Rico                                             | Axel Roberts              | Martín Soto                                 | Eduardo Ménez        |
| Konda                                            | Bill Capizzi              | Moisés Palacios                             | Gerardo García       |
| Lynn Kyle                                        | Eddie Frierson            | Yamil Atala (1.ª voz)                       | Gabriel Ortiz        |
| Lynn Kyle                                        | Eddie Frierson            | Raúl Aldana (ep. 17)                        | Gabriel Ortiz        |
| Lynn Kyle                                        | Eddie Frierson            | Jesús Barrero (resto)                       | Gabriel Ortiz        |
| Khyron                                           | Gregory Snegoff           | Moisés Palacios                             | Gustavo López        |
| Khyron                                           | Gregory Snegoff           | Pedro D'Aguillón Jr. (ep. 7)                | Gustavo López        |
| Azonia                                           | Sandra Snow               | Rocío Garcel                                | Gabriela Gómez       |
| Breetai Krindanik                                | Wayne Anthony             | Eduardo Borja                               | Leonardo Damián      |
| Breetai Krindanik                                | Wayne Anthony             | Rubén Moya (ep. 22)                         | Leonardo Damián      |
| Exedore Formo                                    | Leonard Pike              | Jorge Roig                                  | Ernesto Lezama       |
| Capitán Henry J. Global                          | Guy Garrett               | Álvaro Tarcicio                             | Rolando de Castro    |
| Maximilian "Max" Sterling                        | Cam Clarke                | Raúl Aldana (1.ª voz)                       | Jorge García         |
| Maximilian "Max" Sterling                        | Cam Clarke                | Martín Soto (ep. 10)                        | Jorge García         |
| Maximilian "Max" Sterling                        | Cam Clarke                | Yamil Atala (un loop, ep. 13)               | Jorge García         |
| Maximilian "Max" Sterling                        | Cam Clarke                | Moisés Palacios (eps. 25-37)                | Jorge García         |
| Miriya Farina                                    | Penny Sweet               | Maru Guerrero                               | Diana Pérez          |
| Miriya Farina                                    | Penny Sweet               | Alicia Jiménez (ep. 37)                     | Diana Pérez          |
| Dolza                                            | Mike Reynolds             | Maynardo Zavala                             | Juan Carlos Tinoco   |
| Dolza                                            | Mike Reynolds             | Jorge Santos                                | Juan Carlos Tinoco   |
| Doctor Emil Lang                                 | Gregory Snegoff           | Pedro D'Aguillón Jr.                        |                      |
| Ben Dixon                                        | Jonathan Alexander        | Armando Ríos                                | Rubén León           |
| Los Maestros de la Robotecnia / La Cruz del Sur  |                           |                                             |                      |
| Dana Sterling                                    | Melissa Newman            | Mónica Manjarrez                            | Xóchitl Ugarte       |
| Angelo Dante                                     | Steve Kramer              | Salvador Delgado                            | Luis Alfonso Padilla |
| Bowie Grant                                      | Andre L. Cornell          | Gerardo Quiroz                              | Aldo Lugo            |
| Bowie Grant                                      | Andre L. Cornell          | Yamil Atala                                 | Aldo Lugo            |
| Marie Cristal                                    | Barbara Goodson           | Rocío Prado                                 | Adriana Casas        |
| Marie Cristal                                    | Barbara Goodson           | Dulce María Romay                           | Adriana Casas        |
| Marie Cristal                                    | Barbara Goodson           | Sylvia Garcel (resto)                       | Adriana Casas        |
| Nova Satori                                      | Penny Sweet               | Patricia Acevedo                            | Claudia Jiménez      |
| Zor Prime                                        | Paul St. Peter            | Martín Soto (1.eros eps.)                   | Carlos Illescas      |
| Zor Prime                                        | Paul St. Peter            | Pedro D'Aguillón Jr. (resto)                | Carlos Illescas      |
| Música                                           | Melora Harte              | Patricia Acevedo                            | Erika Rendón         |
| Octavia                                          |                           | Mónica Manjarrez                            |                      |
| Allegra                                          |                           | Sylvia Garcel                               |                      |
| Teniente Dennis Brown                            | Frank Catalano            | Martín Soto                                 | Gerardo García       |
| Rolf Emerson                                     | Michael McConnohie        | Humberto Solórzano                          | Jesús Cortez         |
| Rolf Emerson                                     | Michael McConnohie        | Rubén Moya (resto)                          | Jesús Cortez         |
| Dr. Miles Cochrane                               |                           | Martín Soto                                 |                      |
| Dr. Samson Beckett                               |                           | Pedro D'Aguillón Jr.                        |                      |
| Louie Nichols                                    | David Millbern            | Moisés Palacios                             | Ricardo Bautista     |
| Louie Nichols                                    | David Millbern            | Rafael Rivera                               | Ricardo Bautista     |
| Louie Nichols                                    | David Millbern            | Yamil Atala                                 | Ricardo Bautista     |
| Louie Nichols                                    | David Millbern            | Jesús Barrero (resto)                       | Ricardo Bautista     |
| Oficial                                          |                           | Emilio Guerrero                             |                      |
| Sean Phillips                                    | Kerrigan Mahan            | Jesús Barrero                               |                      |
| Sean Phillips                                    | Kerrigan Mahan            | Moisés Palacios (ep. 59)                    |                      |
| Sean Phillips                                    | Kerrigan Mahan            | Yamil Atala (ep. 60)                        |                      |
| Anatole Leonard                                  | Greg Finley               | Emilio Guerrero                             | Juan Carlos Tinoco   |
| La Nueva Generación / La guerra Invid (Mospeada) |                           |                                             |                      |
| Scott Bernard                                    | Gregory Snegoff           | Jesús Barrero                               | Nicolás Frías        |
| Rook Bartley                                     | Susie London              | Mónica Manjarrez                            | Gabriela Gómez       |
| Randolf "Rand" O'Keefe                           | Michael McConnohie        | Gerardo Quiroz                              | Allan Strempler      |
| Randolf "Rand" O'Keefe                           | Michael McConnohie        | Yamil Atala (ep. 64)                        | Allan Strempler      |
| Annie "Menta" LaBelle                            | Mary Cobb                 | Patricia Acevedo                            | Ana Lobo             |
| Jim "Lunk" Austin                                |                           | Álvaro Tarcicio (voz base)                  | Jorge Ornelas        |
| Jim "Lunk" Austin                                | Narciso Busquets (ep. 73) |                                             | Jorge Ornelas        |
| Jim "Lunk" Austin                                | Jorge Roig (ep. 74)       |                                             | Jorge Ornelas        |
| Lance "Lancer" Belmont                           | Cam Clarke                | Martín Soto                                 | Gustavo López        |
| Yellow Dancer                                    |                           | Martín Soto                                 | Gustavo López        |
| Marlene / Ariel                                  | Melanie MacQueen          | Sylvia Garcel                               | Liliana Barba        |
| Marlene / Ariel                                  | Melanie MacQueen          | Patricia Acevedo (eps. 76-79)               | Liliana Barba        |
| Regis Invid                                      | Arlene Banas              | Dolores Muñoz Ledo                          | Nallely Solís        |
| Regis Invid                                      | Arlene Banas              | Loretta Santini (alg. eps.)                 | Nallely Solís        |
| Kevin                                            |                           | Yamil Atala                                 | Aldo Lugo            |
| Sera                                             | Barbara Goodson           | Loretta Santini                             | Claudia Jiménez      |
| Corg                                             | Paul St. Peter            | Carlos Íñigo                                |                      |
| Ken                                              |                           | Martín Soto                                 | Ricardo Bautista     |
| Sue Graham                                       |                           | Patricia Acevedo (ep. 83)                   | Carolina Smith       |
| Oficial en el puente                             |                           | Braulio Zertuche                            |                      |
| Insertos                                         | N/A                       | Antonio Raxel                               |                      |
| Narración                                        | N/A                       | Carlos Magaña (eps. 1-40)                   | Leonardo Damián      |
| Narración                                        | N/A                       | Narciso Busquets (eps. 41-85)               | Leonardo Damián      |

### Voces adicionales (doblaje original)
| Personaje                                             | Actor de doblaje     | Episodio |
| ----------------------------------------------------- | -------------------- | -------- |
| Tío Max                                               | Antonio Raxel        | 1-36     |
| Tía Lina                                              | Dolores Muñoz Ledo   | 1-36     |
| Coronel Maistrov                                      | Jorge Santos         | 1-36     |
| El Mayor (alcalde)                                    | Álvaro Tarcicio      | 1-36     |
| Grel (asistente de Kayron)                            | Álvaro Tarcicio      | 1-36     |
| Senador                                               | Carlos Magaña        | 1 y 2    |
| Computadora de Base Sara de Marte                     | Eduardo Tejedo       | 7        |
| Animador de Srta. Macross                             | Antonio Raxel        | 9        |
| Mamá de Jan Morris                                    | Rocío Prado          | 9        |
| Director de la película "El Pequeño Dragón Blanco"    | Maynardo Zavala      | 18       |
| Enfermera                                             | Liza Willert         | 18       |
| Oficial que ordena al SDF-1 retirarse de las ciudades | Raúl Aldana          | 19       |
| Almirante Hayes (padre de Lisa)                       | Narciso Busquets     | 24       |
| Almirante Hayes (padre de Lisa)                       | Carlos Magaña        | 26 y 27  |
| Comandante Zentraedi                                  | Salvador Delgado     | 30       |
| Presentador de noticias                               | Maynardo Zavala      | 35       |
| Maestros de la Robotecnia                             | Jorge Santos         | 37-60    |
| Maestros de la Robotecnia                             | Moisés Palacios      | 37-60    |
| George Sullivan                                       | Jesús Barrero        | 46       |
| Maestro de la Robotecnia                              | Humberto Valdepeña   | 50       |
| Capitán Kimura                                        | Jorge Roig           | 52       |
| Carlo                                                 | Carlos Íñigo         | 55-60    |
| Mack (dueño del club)                                 | Jorge Roig           | 63       |
| Jefe de la pandilla                                   | Emilio Guerrero      | 63       |
| Atila (Líder de las Serpientes Rojas)                 | Humberto Solórzano   | 66       |
| José                                                  | Pedro D'Aguillón Jr. | 67       |
| Coronel Jonathan Wolff                                | Humberto Solórzano   | 68       |
| Donald                                                | Salvador Delgado     | 71       |
| Eddie                                                 | Jesús Barrero        | 71       |
| Karla                                                 | Sylvia Garcel        | 71       |
| Jefe de la tribu                                      | Jorge Roig           | 74       |
| Magroover                                             | Patricia Acevedo     | 74       |
| Alguacil                                              | Armando Ríos         | 78       |
| Mamá de Annie                                         | Dolores Muñoz Ledo   | 80       |
| Dusty Dales                                           | Yamil Atala          | 81       |
| Niño de color de Nueva York                           | Yamil Atala          | 82       |
| Comandante del ataque al Punto Réflex                 | Humberto Solórzano   | 84 y 85  |

#### Otros
- Dolores Muñoz Ledo - Oficial de Macross, Clon de los Maestros.
- Álvaro Tarcicio - Maestro de la robotecnia.
- Salvador Delgado - Asistente del Gral. Emerson.
- Jorge Roig - Oficial de Macross, 1.er Asistente del General Emerson, representante de Minmay, Oficial de la Cruz del Sur, Personajes varios.
- Patricia Acevedo - Clon de los Maestros, Personajes varios.
- Rommy Mendoza - Mujer con el Capitán Global.
- Pedro D'Aguillón Jr. - Personajes varios.

### Voces adicionales (remasterizado)
- Karina Altamirano - Jason
- María Teresa Aviña - Tía de Minmay
- Gustavo Carrillo - Tío de Minmay
- Omar Carrasco
- Dagmar Ruiz
- Ivette Velázquez
- Georgina Sánchez - Hermana de Rook
- Adriana Casas - Insertos en La Nueva Generación
- Gabriel Ortiz
- Gustavo López